# Strumenskij Biologitjeskij Zakaznik
Strumenskij Biologitjeskij Zakaznik (ryska: Струменский Биологический Заказник) är ett naturreservat i Belarus.   Det ligger i voblasten Homels voblast, i den östra delen av landet, 240 km öster om huvudstaden Minsk.
I omgivningarna runt Strumenskij Biologitjeskij Zakaznik växer i huvudsak blandskog. Runt Strumenskij Biologitjeskij Zakaznik är det glesbefolkat, med 16 invånare per kvadratkilometer.